# خالد نجا
خالد ابو نَجا (عربی: خالد أبو النجا؛ زادهٔ ۲ نوامبر ۱۹۷۵) یک هنرپیشه، و کارگردان فیلم اهل مصر است. وی از سال ۲۰۰۰ میلادی تاکنون مشغول فعالیت بوده‌است. وی را «برد پیت مصر» و «عمر شریف بعدی» لقب داده‌اند.
از فیلم‌ها یا برنامه‌های تلویزیونی که وی در آن نقش داشته‌است، می‌توان به میکروفون ووایکینگ‌ها اشاره کرد.